# Fernanda Fernández
 (décembre 2024).
Si vous disposez d'ouvrages ou d'articles de référence ou si vous connaissez des sites web de qualité traitant du thème abordé ici, merci de compléter l'article en donnant les références utiles à sa vérifiabilité et en les liant à la section « Notes et références ».
En pratique : Quelles sources sont attendues ? Comment ajouter mes sources ?
Sœur Fernanda Fernández fut une religieuse espagnole dont le souvenir est resté en raison du fait qu'elle fut le premier exemple d'intersexuation connu en Espagne.

## Sa vie
Elle nous est connue grâce à un médecin espagnol, le Dr Tomás Romay y Chacón qui publia cette histoire en 1813.
Née en 1755 à Zújar, un village de l'abbaye de Baza, évêché de Guadiz, Fernanda Fernández  fut éduquée par des parents honnêtes et chrétiens. Comme elle avait les inclinations les plus pieuses, elle prit l'habit de religieuse capucine dans un monastère de Grenade le 10 avril 1774, à l'âge de 18 ans, et prononça ses vœux.
Dès sa jeunesse, elle avait remarqué que lorsqu'elle éternuait, toussait, ou faisait quelque effort anormal, il se détachait d'entre les lèvres de son sexe un corps charnu d'un pouce de longueur ou un peu plus et qu'il se cachait à nouveau rapidement sans lui causer d'ennuis. Sa pudeur ne lui permit pas de réfléchir à ce phénomène, du moins n'en parla-t-elle pas à ses consœurs. Il en fut ainsi jusqu'à ce qu'elle eût 32 ans, moment à partir duquel elle commença à se sentir des penchants vers le beau sexe, des émissions fréquentes de ce corps étranger et des pulsions involontaires.
Elle informa alors son confesseur des nouveaux sentiments et des nouveaux mouvements qu'elle remarquait, en le suppliant qu'il la tirât de ce monastère où elle jugeait ne pas devoir rester, puisqu'elle appartenait à l'autre sexe. Mais ce directeur, et les autres qu'elle eut pendant les cinq années qui suivirent, ne prêtèrent pas attention à sa demande, attribuant à des crises d’hystérie les stimulations charnelles qu'elle sentait, et à un relâchement de l'utérus ou du vagin le corps étranger qui se présentait en elle. Enfin son dernier confesseur, le père Esteban Garrido, dès qu'il fut informé de ce qui lui arrivait, après avoir réfléchi attentivement et consulté les meilleurs théologiens et les meilleurs savants, demanda à la supérieure du monastère de séparer sœur Fernanda des autres religieuses et de la garder sous clef, jusqu'à la décision de l'archevêque, don Juan Manuel Moscoso y Peralta.
Instruit par le père Garrido, ce prélat fit entrer dans le monastère une sage-femme, pour visiter la religieuse et faire son rapport. L'examen fut pratiqué, et la sage-femme certifia que la personne examinée était bien un homme. Sœur Fernanda fut donc retirée du monastère le 21 janvier 1792 sous un costume de femme laïque. Installée dans un lieu sûr, elle fut de nouveau visitée par deux médecins, deux chirurgiens et une sage-femme, lesquels, unanimement, attestèrent avoir trouvé chez la personne examinée entre autres particularités celles qui suivent :
Nous avons découvert sous la région hypogastrique deux lèvres réunies dans leur partie supérieure au mont de Vénus, et leur partie inférieure au périnée, formant la rima mayor. Si l'on sépare les lèvres on ne trouve ni nymphes ni clitoris ; mais à l'endroit que celui-ci devrait occuper, se trouve le conduit urinaire fonctionnel. Deux « lignes » plus bas nous n'avons pas trouvé l'orifice externe du vagin mais à la place un pénis parfait avec son gland délimité dans la partie supérieure par une ligne membraneuse, qui le circonscrivait, et qui se terminait par l'urètre d'où sortait chaque mois, depuis 14 à 15 ans, une petite quantité de sang, le même conduit expulsant aussi un liquide séminal, quand la personne examinée était sujette à une érection ou une stimulation vénérienne. Le pénis était dépourvu de prépuce ; lors de l'observation, il avait un pouce et demi de long, et, en érection, pouvait atteindre trois pouces. À la base de ce membre se trouvaient deux saillies collatérales rondes en forme de testicules, couverts par la même peau qui couvre intérieurement les parties charnues des lèvres.
En conclusion, les médecins affirmaient unanimement que les organes principaux qui prévalaient chez cette personne étaient ceux du sexe masculin : elle devait donc être considérée comme un homme véritable et adopter le costume qui lui correspondait. Se fondant sur cet avis, le prélat annula la profession religieuse de sœur Fernanda, la fit s'habiller en homme et, le 11 février 1792, l'expédia chez ses parents au village de Zújar. Toute la procédure est conservée à la curie ecclésiastique de Grenade.
Le reste de la biographie de l'ex-sœur Fernanda n'est pas connue. On ignore aussi la date exacte de sa mort, mais on sait qu'elle n'avait pas atteint la soixantaine.

## Référence
- (es) Cet article est partiellement ou en totalité issu de l’article de Wikipédia en espagnol intitulé « Sor Fernanda Fernández » (voir la liste des auteurs).

1. ↑  Romay Chacón T., Historia Natural. Descripción de un hermafrodita. Diario del Gobierno de la Habana (Quotidien du Gouvernement de la Havane), 8 mai 1813.